# Ectoedemia
Ectoedemia is een geslacht van vlinders van de familie van de dwergmineermotten (Nepticulidae). De wetenschappelijke naam voor dit geslacht is voor het eerst voorgesteld door August Busck in een publicatie uit 1907.

## Soorten
- E. aegilopidella (Klimesch, 1978)
- E. agrimoniae (Frey, 1858)
- E. albida Puplesis, 1994
- E. albifasciella (Heinemann, 1871) - Gewone eikenblaasmijnmot
- E. algeriensis van Nieukerken, 1985
- E. aligera Puplesis, 1985
- E. alnifoliae van Nieukerken, 1985
- E. andalusiae van Nieukerken, 1985
- E. angulifasciella (Stainton, 1849) - Rozenblaasmijnmot
- E. arcuatella (Herrich-Schäffer, 1855) - Aardbeiblaasmijnmot
- E. argyropeza (Zeller, 1839) - Espenbladsteelmineermot
- E. arisi Puplesis, 1994
- E. atricollis (Stainton, 1857) - Zwartkopblaasmijnmot
- E. canutus Wilkinson & Scoble, 1979
- E. caradjai (Groschke, 1944)
- E. cerris (Zimmermann, 1944)
- E. cerviparadisicola (Sato, 2012)
- E. chasanella Puplesis, 1994
- E. christopheri Puplesis, 1985
- E. clemensella (Chambers, 1873)
- E. commiphorella Scoble, 1978
- E. contorta van Nieukerken, 1985
- E. coscoja van Nieukerken, A. & Z. Laštůvka, 2010
- E. ermolaevi Puplesis, 1985
- E. erythrogenella (Joannis, 1908)
- E. expeditionis Mey, 2004
- E. fuscivittata Puplesis & Robinson, 2000
- E. gilvipennella (Klimesch, 1946)
- E. hannoverella (Glitz, 1872) - Populierenbladsteelmineermot
- E. haraldi (Soffner, 1942)
- E. heckfordi van Nieukerken, A. & Z. Laštůvka, 2010
- E. hendrikseni A.Laštůvka, Z. Laštůvka & van Nieukerken, 2010
- E. heringella (Mariani, 1939)
- E. heringi (Toll, 1934) - Oostelijke eikenblaasmijnmot
- E. hexapetalae (Szőcs, 1957)
- E. ilicis (Mendes, 1910)
- E. ingloria Puplesis, 1988
- E. insignata Puplesis, 1988
- E. insularis Puplesis, 1985
- E. intimella (Zeller, 1848) - Wilgennerfmineermot
- E. ivinskisi Puplesis, 1984
- E. jacutica Puplesis, 1988
- E. klimeschi (Skala, 1933)
- E. leucothorax van Nieukerken, 1985
- E. liechtensteini (Zimmermann, 1944)
- E. maculata Puplesis, 1987
- E. mahalebella (Klimesch, 1936)
- E.marmaropa (Braun, 1925)
- E. mauni Scoble, 1979
- E. minimella (Zetterstedt, 1839) - Gerekte berkenblaasmijnmot
- E. nigrimacula (Janse, 1948)
- E. nyssaefoliella (Chambers, 1880)
- E. occultella (Linnaeus, 1767) - Ronde berkenblaasmijnmot
- E. olvina Puplesis, 1984
- E. orbiculata Diškus, Remeikis & Stonis, 2020
- E. ornatella Puplesis, 1984
- E. ortiva Rocienė & Stonis, 2013
- E. paraortiva Rocienė & Stonis, 2013
- E. petrosa Puplesis, 1988
- E. phaeolepis van Nieukerken, A. & Z. Laštůvka, 2010
- E. philipi Puplesis, 1984
- E. phyllotomella (Klimesch, 1946)
- E. picturata Puplesis, 1985
- E. pilosae Puplesis, 1984
- E. platanella (Clemens, 1860)
- E. populella Busck, 1907
- E. preisseckeri (Klimesch, 1941)
- E. pseudoilicis Z. & A. Laštůvka, 1998
- E. pubescivora (Weber, 1937)
- E. quadrinotata (Braun, 1917)
- E. quinquella (Bedell, 1848) - Late eikenmineermot
- E. rosae van Nieukerken & Berggren, 2011
- E. rosiphila Puplesis, 1992
- E. rubifoliella (Clemens, 1860)
- E. rubivora (Wocke, 1860) - Bramenblaasmijnmot
- E. rufifrontella (Caradja, 1920)
- E. scoblei Minet, 1990
- E. similella (Braun, 1917)
- E. sinevi Puplesis, 1985
- E. spinosella (Joannis, 1908) - Sleedoornblaasmijnmot
- E. spiraeae Gregor & Povolný, 1983
- E. subbimaculella (Haworth, 1828) - Gespleten eikenblaasmijnmot
- E. suberis (Stainton, 1869)
- E. tadshikiella Puplesis, 1988
- E. terebinthivora (Klimesch, 1975)
- E. tersiusi Mey, 2004
- E. trinotata (Braun, 1914)
- E. turbidella (Zeller, 1848) - Abelenbladsteelmineermot
- E. ulmella (Braun, 1912)
- E. virgulae (Braun, 1927)